# Селце (Пивка)
Селце (словен. Selce, итал. Selze di San Pietro) је насељено место у општини Пивка, Приморско-нотрањска регија, Словенија.

## Историја
До територијалне реорганизације у Словенији биле су у саставу старе општине Постојна.

## Становништво
У попису становништва из 2011. године, Селце су имале 243 становника.
| Број становника према пописима | Број становника према пописима | Број становника према пописима |
| ------------------------------ | ------------------------------ | ------------------------------ |
| 1991                           | 2002                           | 2011                           |
| 224                            | 216                            | 243                            |